# Dumbrava (Prahova)
Dumbrava es una comuna ubicada en el distrito de Prahova, Rumania.

## Superficie
Posee una superficie de 63,47 kilómetros cuadrados.

## Demografía
Hasta 2021 la población era de 4342 habitantes, con una densidad de población de 68,41 habitantes por kilómetro cuadrado.